# Rachael Leigh Cook
Pour les articles homonymes, voir Leigh et Cook.

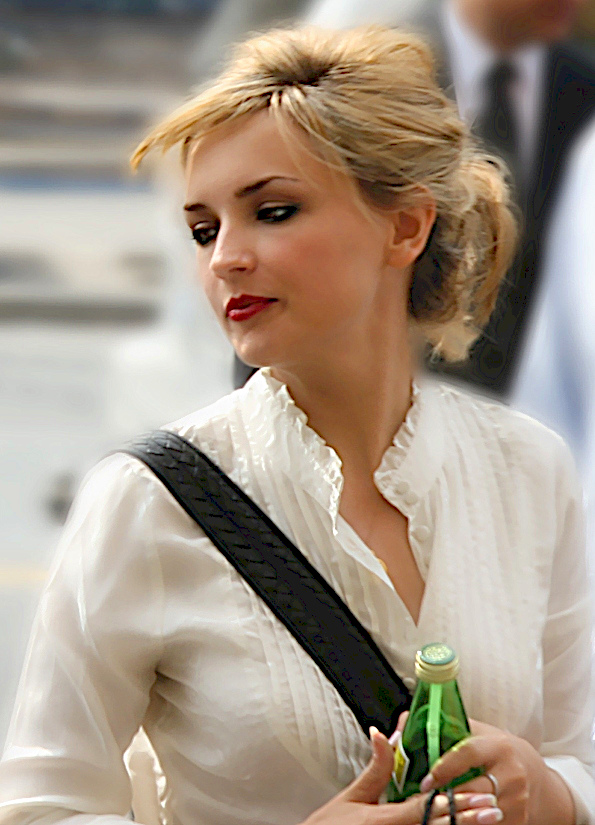
Rachael Leigh Cook au Festival international du film de Toronto 2007.

Rachael Leigh Cook, née le 4 octobre 1979 à Minneapolis, dans le Minnesota, est une actrice et productrice américaine.

## Biographie
Elle a un frère, Ben.
Elle est diplômée de Laurel Springs School en 1998.

### Vie privée
Depuis décembre 2001, elle a été la compagne de l'acteur néo-zélandais Daniel Gillies. Ensemble, ils ont deux enfants : une fille, prénommée Charlotte Easton (née le 28 septembre 2013) et un garçon, prénommé Theodore Vigo Sullivan (né le 4 avril 2015).[réf. nécessaire]
En juin 2019, après 15 ans de mariage, ils annoncent via Twitter, leur séparation d'un commun accord.

## Carrière
Sa carrière d'actrice commence avec des publicités et un rôle dans le court métrage indépendant 26 Summer Street. Puis Rachael a tourné 11 films en seulement 3 ans, dont Une folle équipée  (Carpool), D'une vie à l'autre (Living Out Loud) et Les filles font la loi (The Hairy Bird).
Parmi les films dans lesquels Rachael a récemment joué se trouvent un film indépendant, The Hi-Line, La Mémoire volée (The Bumblebee Flies Anyway), un drame adolescent dans un hôpital avec Elijah Wood, et The Naked Man, une comédie sur le catch dont le scénario a été coécrit par Ethan Coen.
Elle obtient également le 1er rôle dans le film Blonde Ambition, qui est considéré comme brillant et culte pour son écriture, ainsi que pour les nombreuses références qu’il contient,,,,,.

## Filmographie

### Cinéma

#### Longs métrages
- 1995 : Tom et Huck (Tom and Huck) de Peter Hewitt : Becky Thatcher
- 1995 : Le Club des baby-sitters (The Baby-Sitters Club) de Melanie Mayron : Mary Anne Spier
- 1996 : Une folle équipée (Carpool) d'Arthur Hiller : Kayla
- 1997 : The House of Yes de Mark Waters : Jackie-O jeune
- 1998 : Les filles font la loi (The Hairy Bird) de Sarah Kernochan : Abigail « Abby » Sawyer
- 1998 : The Naked Man de J. Todd Anderson : Delores
- 1998 : D'une vie à l'autre (Living Out Loud) de Richard LaGravenese : Judith adolescente
- 1998 : The Eighteenth Angel de William Bindley : Lucy Stanton
- 1999 : Elle est trop bien (She's All That) de Robert Iscove : Laney Boggs
- 1999 : La Mémoire volée (The Bumblebee Flies Anyway) de Martin Duffy : Cassie
- 1999 : The Hi-Line de Ron Judkins : Vera Johnson
- 2000 : Get Carter de Stephen T. Kay : Doreen
- 2000 : Batman, la relève : Le Retour du Joker (Batman Beyond: Return of the Joker) de Curt Geda : Chelsea Cunningham (voix)
- 2000 : Sally de David Goldsmith : Beth
- 2001 : Antitrust de Peter Howitt : Lisa Calighan
- 2001 : Coup de peigne (Blow Dry) de Paddy Breathnach : Christina Robertson
- 2001 : Josie et les Pussycats (Josie and the Pussycats) d'Harry Elfont : Josie McCoy
- 2001 : Texas Rangers : La Revanche des justiciers (Texas Rangers) de Steve Miner : Caroline Dukes
- 2001 : Sex Trouble (Tangled) de Jay Lowi : Jenny Kelley
- 2002 : Bienvenue à 29 Palms (29 Palms) de Leonardo Ricagni : La serveuse
- 2003 : Le Casse (Scorched) de Gavin Grazer : Shmally
- 2003 : Bookies de Mark Illsley : Hunter
- 2003 : 11:14 de Greg Marcks : Cheri
- 2003 : The Big Empty de Steve Anderson : Ruthie
- 2003 : Tempo de Eric Styles : Jenny Travile
- 2004 : L'Histoire (Stateside) de Reverge Anselmo : Dori Lawrence
- 2004 : American Crime de Dan Mintz : Jesse St. Claire
- 2006 : Que le diable m'emporte! (My First Wedding) de Laurent Firode : Vanessa
- 2007 : Nancy Drew de Andrew Fleming : Jane Brighton
- 2007 : Blonde Ambition de Scott Marshall : Haley
- 2007 : All Hat de Leonard Farlnger : Chrissie Nugent
- 2009 : The Lodger de David Ondaatje : Amanda
- 2009 : Falling Up de David M. Rosenthal : Caitlin O' Shea
- 2010 :  Broken Kingdom de Daniel Gillies : Marilyn
- 2011 : Vampire de Shunji Iwai : Laura King
- 2013 : Red Sky de Mario Van Peebles : Karen Brooks
- 2020 : Coup de foudre garanti (Love, Guaranteed) de Mark Steven Johnson : Susan Whitaker
- 2021 : Il est trop bien (He's All That) de Mark Waters : Anna Sawyer
- 2023 : L'Amour en touriste (A Tourist's Guide to Love) de Steven Tsuchida : Amanda Riley

#### Court métrage
- 1996 : 26 Summer Street de Steve Erik Larson : La jeune fille

### Télévision

#### Séries télévisées
- 1998 : Au-delà du réel : l'aventure continue (série télévisée) Saison 4, épisode 9 : Cassie Boussard
- 1999 : Dawson (Dawson's Creek) : Devon
- 2000 : Batman, la relève (Batman Beyond) : Chelsea Cunningham (voix)
- 2005 : Into the West : Clara Wheeler
- 2005 : Las Vegas : Penny Posi
- 2006 - 2009 / 2011 - 2012 / 2014 / 2016 / 2018 - 2019 / 2021 : Robot Chicken : L'infirmière / Un robot / La fiancée de Frankenstein / Evil-Lyn / Princesse Zelda / La mère de Rosa / La mère de Timmy / La mère de Chelsea / Mme Razz /  Bella Swan / Molly / Ethel / une paysanne / Clarice Starling /  Melissa / Sylvia Plath / Rey / Sarah Altman /  Kim / Cindy / Lady Jaye / Josie McCoy (voix)
- 2008 : Ghost Whisperer : Grace Adams
- 2009 - 2010 : Psych : Enquêteur malgré lui (Psych) : Abigail Lytar
- 2012 - 2015 : Perception : Kate Moretti
- 2020 : Esprits criminels (Criminal Minds) : Maxine

#### Téléfilms
- 1997 : Mère avant l'heure (Country Justice) de Graeme Campbell : Emma Baker
- 1997 : Sœurs de cœur (True Women) de Karen Arthur : Georgia Lawshe jeune
- 1997 : Vengeance par amour (The Defenders: Payback) de Andy Wolk : Tracey Lane
- 2011 : La Bataille d'Amanda (Stealing Paradise) de Tristan Dubois : Amanda Collier
- 2012 : Sandra Chase : Une innocente en prison (Left to Die) de Leon Ichaso : Tammi Chase
- 2016 : Maman 2.0 (Summer Love) : Maya Sulliway
- 2016 : Une idylle d'automne (Autumn in the Vineyard) de Scott Smith : Frankie Baldwin
- 2017 : Une idylle d'été (Summer in the Vineyard) de Martin Wood : Frankie Baldwin
- 2017 : Coup de foudre glacé (Frozen in Love) de Scott Smith : Mary Campbell
- 2019 : Une idylle de Saint Valentin (Valentine in the Vineyard) de Terry Ingram : Frankie Baldwin
- 2019 : Le Coup de cœur de Noël (A Blue Ridge Mountain Christmas) de David Winning : Willow Petersen
- 2020 : Tous les chemins mènent à Noël (Cross Country Christmas) de Catherine Cyran : Lina Gordon
- 2021 : Recherche fiancé pour Noël (Tis the Season to be Merry) de Gary Yates : Merry Griffin
- 2024 : Où est passé Noël ? (Rescuing Christmas) d'Emily Moss Wilson : Erin

### Jeux vidéo
- 2005 : Kingdom Hearts 2 : Tifa Lockhart
- 2005 : Kingdom Hearts 2: Final Mix+ : Tifa Lockhart
- 2006 : Dirge of Cerberus: Final Fantasy VII : Tifa Lockhart
- 2011 : Star Wars : The Old Republic : Jeasa Willsaam

### Comme productrice
- 2011 : Kingdom Come (documentaire) : productrice
- 2001 : Sex Trouble (Tangled) de Jay Lowi : productrice
- 2012 : Broken Kingdom : productrice exécutive
- 2016 : Une Idylle d'automne (Autumn in the Vineyard) : productrice exécutive
- 2017 : Une Idylle d'été (Summer in the Vineyard) : productrice exécutive
- 2018 : Coup de foudre glacé (Frozen in Love) : productrice exécutive
- 2019 : Une Idylle de Saint-Valentin (Valentine in the Vineyard) : productrice exécutive
- 2019 : Le coup de cœur de Noël (A Blue Ridge Mountain Christmas) : productrice exécutive
- 2020 : Coup de foudre garanti (Love, Guaranteed) : productrice
- 2020 : Tous les chemins mènent à Noël : productrice exécutive

## Voix francophones
En France
| - Karine Foviau dans : - Get Carter - Coup de peigne - Into the West (mini-série) - Coup de foudre garanti - L'Amour en touriste - Philippa Roche, dans : - Psych : Enquêteur malgré lui (série télévisée) - Perception (série télévisée) - Il est trop bien - Natacha Muller dans : - Dawson (série télévisée) - Bienvenue à 29 Palms | - Caroline Victoria dans (les téléfilms) : - Maman 2.0 - Recherche fiancé pour Noël Et aussi - Marianne Leroux dans Le 18e ange - Sylvie Jacob dans Elle est trop bien - Barbara Villesange dans Antitrust - Laëtitia Godès dans Tempo Dans Batman, la relève, le personnage de Chelsea Cunningham - Marie-Eugénie Maréchal (Batman, la relève : Le Retour du Joker) - Edwige Lemoine (épisode 29 et 33) |

Au Québec
| - Camille Cyr-Desmarais dans : - Les nouvelles aventures de Tom et Huck - Otages en balade - Les filles font la loi - Elle a tout pour elle - La Loi du milieu - Antitrust - Jossie et les Pussycats - Bienvenue à 29 Palms - Escale en Enfer (téléfilm) - Catherine Brunet dans (les téléfilms) : - Une idylle d'automne - Une idylle d'été - Coup de foudre glacé - Une idylle de Saint-Valentin | Et aussi - Nicole Fontaine dans Le Club des baby-sitters - Caroline Dhavernas dans Coup de peigne - Catherine Allard dans Les Justiciers du Texas - Nadia Paradis dans Nancy Drew |